# 비어휘음
의미없는 문장으로 섞일 수 있는, 비어휘음 (非御諱音)은 다양한 음악에 사용되는 일종의 유사 비단어이다. 일반적인 한국어 예제는 "라라라"나 "다다"이다.

## 참고 도서
- Chambers, "Non-Lexical Vocables in Scottish Traditional Music", PhD Thesis (1980).